# 品川翔英中学・高等学校
品川翔英中学校・高等学校（しながわしょうえいちゅうがっこうこうとうがっこう 英: Shinagawa Shouei Junior High School & Senior High School）は、東京都品川区西大井に所在し、中高一貫教育を提供する私立中学校・高等学校。
高等学校において、中学校から入学した内部進学の生徒と高等学校から入学した外部進学の生徒との間で、混合せずクラスを編成する併設型中高一貫校（別クラス型）。また、小学校と幼稚園を校地に有する幼小中高一貫校でもある。クラス担任を置かない学年担任制、メンター制を採用している。略称はSS、SGSE、品翔（しなしょう）。

## 沿革
- 1920年 - 小野安之助・進子が京南家政女学校の前身となる「小野女塾」を本郷に開校
- 1932年10月4日 - 小野安之助・進子により京南家政女学校として開校
- 1933年 - 移転
- 1936年 - 小野安之助・進子が日本高等洋裁学院を設立
- 1938年 - 京南家政女学校を大井高等家政女学校に改称
- 1947年 - 大井中学校を設立
- 1948年 - 大井女子高等学校を設立。大井幼稚園、大井小学校を設立。現在地へ移転
- 1957年 - 大井幼稚園を小野学園幼稚園に、大井小学校を小野学園小学校に、大井中学校を小野学園女子中学校に、大井女子高等学校を小野学園女子高等学校に改称
- 1963年 - 温水プール、第2体育館が落成
- 1966年 - 山中湖寮（現・山中湖セミナーハウス）を新設
- 1982年 - 温水プールを改修
- 1985年 - LL教室を設置
- 1998年 - 文化祭を「志ら梅祭」に改称
- 1999年 - 高等学校に「特別進学クラス」と「総合クラス」を設置
- 2001年 - 「ニュージーランドホームスティプログラム」が始まる。中央棟校舎完成
- 2003年 - 南棟新校舎完成
- 2004年 - 北棟新校舎完成
- 2007年 - 高等学校の特別進学コースと総合進学コースの募集を停止し、I類（私立文系進学希望）・II類（国公立、私立理系進学希望）の2類での募集を実施
- 2008年 - 中学校、高等学校のの制服デザインを変更。サイエンスラボラトリー（選択授業）を開始。予習授業連動型学習習慣強化プログラムを開始
- 2009年 - グラウンドを全面天然芝化。ホタル自生研究室を設置
- 2012年 - 記念講堂、第1体育館が完成
- 2015年 - 新山中湖セミナーハウスが完成
- 2017年 - 小野学園自然再生観察園英和館が竣工
- 2020年 - 男女共学化。品川翔英中学校・高等学校と改称
- 2021年 - 新中央校舎新築工事開始に伴い、グラウンドに仮校舎を建設
- 2023年 - 創立90周年記念事業の一環である新中央校舎が落成

## 交通
- JR京浜東北線・東京臨海高速鉄道りんかい線・東急大井町線大井町駅 徒歩12分[1]
- JR横須賀線・湘南新宿ライン西大井駅 徒歩6分[1]
- 東急バス 井03・井09・品94・井05大井本通り下車、徒歩6分

## 制服
1987年から続いていたグレーのブレザー制服を廃止し、2008年度より、中高共にピーチベージュのブレザーにグレーのチェックスカート（スカートの色合いは中高で異なる）に一新された。デザインは幾田桃子が手掛けた。2008年度からの制服は渡辺麻友が2012年11月21日に発売したサード・ソロシングル「ヒカルものたち」のカップリング曲「サヨナラの橋」のミュージックビデオに登場した。内容は渡辺が全国47都道府県の高等学校の制服を着用して出演するというものであり、東京都からは本学の制服が選ばれた。渡辺はこの制服を「まるで夢のような制服」と評している。2020年に共学化に伴い制服も変更された。

## 部活動・同好会
- サッカー
- 硬式テニス部
- バスケットボール部
- バレーボール部
- 陸上部
- 卓球部
- 水泳部
- バドミントン部
- ホッケー部
- ダンス部
- 硬式野球部
- 吹奏楽部
- バルーンアート部
- 軽音楽部
- 演劇部
- 写真部
- イラスト部
- インターナショナル部

## 施設
- 旧中央棟(現在建て替え中) … 築60年を超える建物。
  - 中高普通教室 … 半円窓が用いられていた。
  - カフェテラス … 木を基調とした洋風なインテリア。FamilyMartの自動販売機が設置されていた。教室不足に伴い21年度より普通教室へと改装された。
  - 中高事務室
  - 第一体育館 … 空調設備完備。
  - ラウンジ … ソファが設置されていた。また、アプローチ(門から玄関までの通路)と調和した照明が使用されていた。
- 南棟 … 6階建で螺旋階段を有する。
  - 中高普通教室 … 旧中央棟と同じく半円窓が用いられている。空調設備、プロジェクター完備。また全教室に防犯カメラが設置されている。
  - 中高特別教室 … 第一理科室(生物室)、第二理科室(物理室)、音楽室、美術室、作法室など。
  - ヤマザキショップ … 電子マネー決済が可能。
- 北棟 … 煉瓦調の洋風な建築。南棟と同様に螺旋階段を有する。
  - 幼稚園 … 各教室は廊下側の壁がない造りとなっている。
  - 小学校
  - 洋裁学院 … かつて設置されていたが現在は休校中である。
  - プール … 幼稚園から高等学校まで共用であり、床の上下稼働が可能である。シャワーとドライヤーも設置されている。また断水時には水槽内の水を飲用可能な水質まで、ろ過できる装置を完備。
  - 第二育館
- 仮校舎 … 教室数が不足したためグラウンドに建設されたプレハブ工法の校舎。現在廃止。
  - 中高普通教室
  - 中高事務室
  - 守衛室
  - 図書室 … 旧中央棟からの移設に伴い蔵書数が大幅に削減された。インターネットで本を検索できるシステムを整備している。
  - サーバー室
- 小野学園創立80周年記念講堂 … 空調設備、大型プロジェクターが設置。中高の生徒数約1500人に対し、備え付けの席では収容人数は400人にも満たない。
- 噴水
- 守衛室 … 24時間体制で守衛を配置。
- 正門 … ICタグリーダーが整備されており、ICタグを持った児童が門を通過すると、保護者に通知するシステムを完備。
- 第一グラウンド … 天然芝が敷かれていた。教室不足に伴い、仮校舎が建設され現在は廃止。
- 新中央校舎 … 普通教室は廊下側の壁がない造りとなっている。設計、施工は松井建設。
  - 屋上階 … 屋上運動場
  - 7階 … 普通教室、図書室
  - 3～6階 … 普通教室
  - 2階 … 応接室、理事長室、校長室、金庫、事務室、受付、会議室、放送室、印刷室、職員室
  - 1階 … カフェテリア、Yショップ、カウンセリングルーム

## 校外施設
- 大井町自然再生観察園…本校舎から約徒歩10分、西光寺 (品川区)の隣に位置する。東京農業大学と連携した学習活動で生徒がホタルの研究、ビオトープのデザインを行い2012年に完成。第22回緑の環境デザイン賞に応募し、国土交通大臣賞を受賞。ホタルの飼育、観察を行っている。また、大井町自然観察園英和館という資料館も併設されている。
- 第二グラウンド…本校舎に隣接するグラウンド。
- 山中湖セミナーハウス…林間学習やサマーキャンプに使用されている。
- 大井倉田町校舎…1932年から1933年まで使用、現在廃止。
- 大井寺下町校舎…1933年から1948年まで使用、現在廃止。
- 北品川校舎…洋裁学院 現在廃止。
- 洋裁学院寄宿舎…現在廃止。

## 主な出身者
- 三沢あけみ
- 芦川よしみ
- 森昌子（中退）
- 泉アキ
- 三橋聡恵
- 濱崎希歩
- 大川明子

## 対外関係
京都先端科学大学付属中学校・高等学校と教育連携協定を締結している。
2022年6月30日にIpswich Grammar Schoolと将来姉妹校提携のMOUを交わすことに合意。
アメリカ合衆国のPacific Collegiate School (PCS)、Monterey Bay Academy 、St. Francis High School と提携している。

## 校則
学校当局は校則はないとしている。しかしながら、ドレスコードと称される規則が制定されているのが現状である。